# Hypogastrura purpurescens
Hypogastrura purpurescens is een springstaartensoort uit de familie van de Hypogastruridae. De wetenschappelijke naam van de soort is voor het eerst geldig gepubliceerd in 1967 door Lubbock.